# Robyn Miller
Robyn Charles Miller (ur. 6 sierpnia 1966 w Dallas w stanie Teksas) – projektant gier komputerowych i kompozytor.

## Życiorys
Założył studio Cyan Worlds (pierwotnie Cyan) razem ze swoim bratem Randem Millerem. Po produkcji kilku przygodowych „światów” dla dzieci, bracia odnieśli duży sukces po wypuszczeniu na rynek gry komputerowej Myst. Po skończeniu Riven: The Sequel to Myst, Robyn Miller opuścił Cyan, by poświęcić się interesom niezwiązanym z grami, zakładając firmę produkcyjną Land od Point.
Robyn Miller znany jest głównie ze swojego wkładu w reżyserię i projekt światów zaprezentowanych w Myst i Riven: The Sequel to Myst, tworząc ścieżkę dźwiękową do tych gier. Bierze udział w projekcie muzycznym Ambo.

## Dyskografia
Jako kompozytor:
- Myst: The Soundtrack (1995)
- Riven: The Soundtrack (1998)

Jako członek Ambo:
- 1,000 Years and 1 Day (2005)